# Jan Pospieszalski
Jan Franciszek Pospieszalski (ur. 29 stycznia 1955 w Częstochowie) – polski muzyk, aranżer i kompozytor, dziennikarz i publicysta, autor programów radiowych i telewizyjnych.

## Życiorys

### Kariera muzyczna

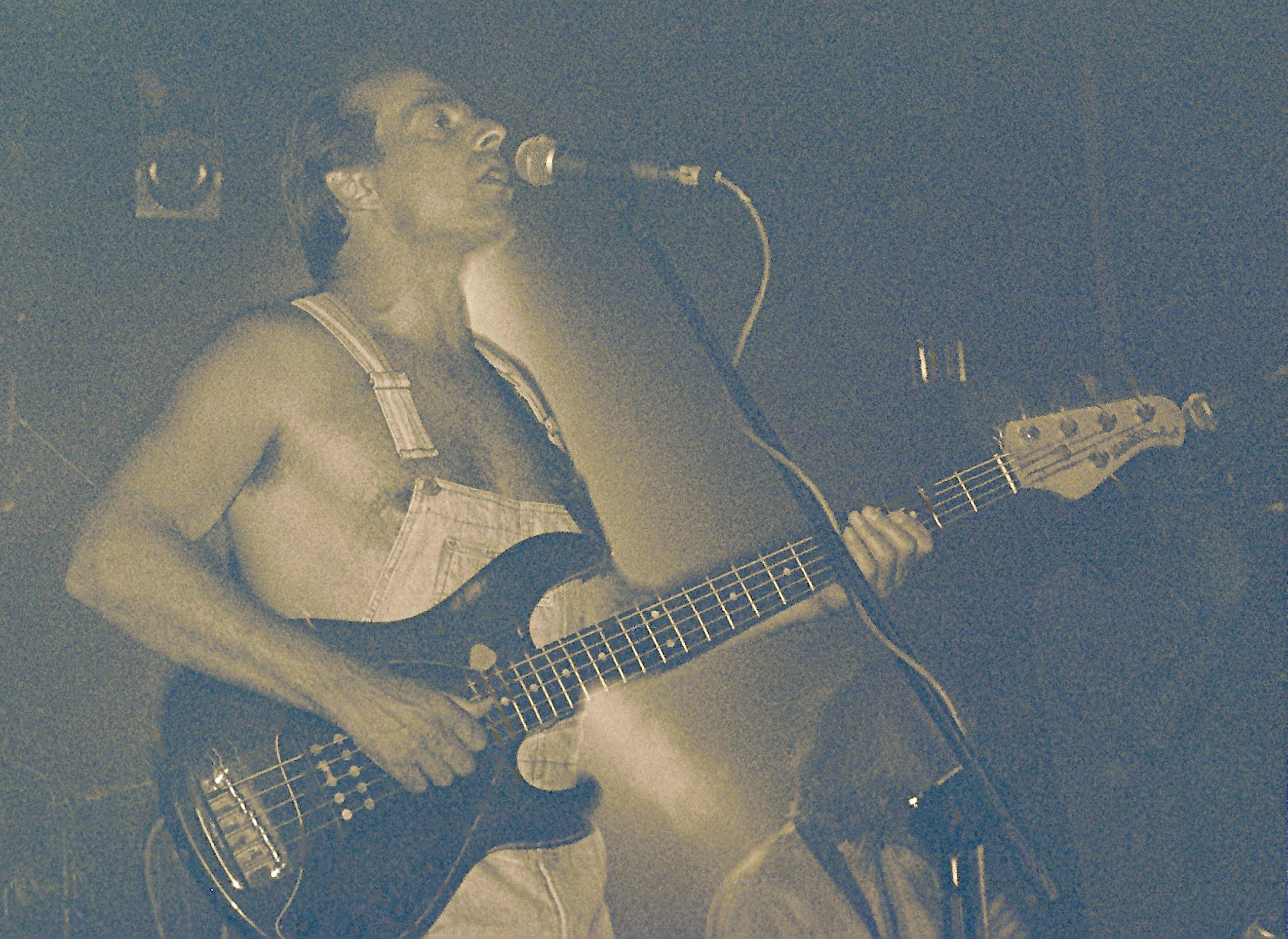
Jan Pospieszalski podczas koncertu zespołu Voo Voo

Pierwszy zespół muzyczny Niedzielna Szkółka Ojca Stanisława założył w liceum plastycznym (z młodszymi braćmi). Po maturze i ukończeniu szkoły muzycznej II stopnia grał na kontrabasie w zespołach jazzowych.
W 1976 zastąpił Ryszarda Kaczmarka w zespole Czerwone Gitary (gitara basowa), wraz z którym koncertował w Polsce (1977 udział w festiwalu w Sopocie), USA, ZSRR, Kanadzie, Austrii, Kubie i NRD (gdzie zespół zyskał szczególną popularność).
Od 1980 współpracował z duetem fortepianowym Marek i Wacek. W połowie lat 80. grał w zespole Woo Boo Doo, którego był także menedżerem, a po jego rozpadzie od 1986 do 1998 był basistą i menedżerem zespołu Voo Voo (kilkanaście płyt). W 1993 wydał z rodziną autorskie opracowanie kolęd – Kolędy Pospieszalskich. W 1999 skomponował i nagrał z polskimi wokalistami płytę Osiem Błogosławieństw, wydaną z okazji wizyty papieża w Polsce.
Opracował zbiór 60 piosenek dla potrzeb kształcenia początkowego, komponował wiele piosenek religijnych oraz muzykę filmową (m.in. film animowany Odwrócona góra albo film pod strasznym tytułem, reż. Leszek Gałysz). W 2000 ukazała się druga część Kolęd Pospieszalskich (wspólnie m.in. z Anną Marią Jopek i Arką Noego), a w 2003 płyta Najcieplejsze Święta.

### Działalność medialna
W telewizji publicznej w latach 1994–1997 realizował i prowadził program Swojskie klimaty, opracował także kilka telewizyjnych widowisk muzycznych, m.in. Henryk Mikołaj Górecki – Spotkanie. Po likwidacji cyklu Swojskie klimaty był współtwórcą telewizyjnej kampanii wyborczej AWS (występował również w spotach wyborczych kandydata tejże partii w wyborach prezydenckich w 2000 roku, Mariana Krzaklewskiego, m.in. krytykując ówcześnie komentowane, kontrowersyjne publiczne zachowania Aleksandra Kwaśniewskiego), a następnie dyrektorem artystycznym sieci katolickich rozgłośni radiowych Plus, skąd odszedł w lipcu 2001 wobec planów zmiany profilu sieci przez nowego inwestora. W latach 2001–2003 organizował koncerty z okazji Dnia Papieskiego w Teatrze Wielkim.
Od 2001 pracował w katolickiej TV Puls, gdzie prowadził program publicystyczny Studio Otwarte. W kwietniu 2004 program pojawił się w zmienionej formule na antenie TVP2, a później w TVP1, jako Warto rozmawiać. Emisja programu zakończyła się w lutym 2011. Od listopada 2011 do lutego 2016 tworzył audycję w identycznej konwencji zatytułowaną Jan Pospieszalski: Bliżej emitowaną w TVP Info. W marcu 2016 powrócił do TVP1 z programem Warto rozmawiać. Audycja została zdjęta w kwietniu 2021 w atmosferze skandalu:  komisja etyki TVP uznała, że w wydaniu nadanym 12 kwietnia naruszono zasady etyki dziennikarskiej TVP – w odcinku padły krytyczne opinie o rządowej strategii walki z epidemią koronawirusa. W sierpniu 2021 uruchomił w serwisie YouTube kanał Janek Pospieszalski #Warto, którego działalność zawiesił w kwietniu 2022. Miało to związek z tym, że portal Patronite zamknął prowadzoną przez niego na tę działalność zbiórkę finansową, ponieważ Rada Naukowa serwisu uznała szereg treści przez niego publikowanych za „nienaukowe”. Kolejnym powodem jego decyzji były częste zgłoszenia możliwego naruszenia przez niego zasad społeczności YouTube, co skutkowało tym, że jego filmy tam umieszczane były blokowane lub znacząco zmniejszano ich zasięgi. Obecnie jego publikacje audio-video są dostępne za pośrednictwem strony internetowej dwumiesięcznika Polonia Christiana wydawanego przez Stowarzyszenie Kultury Chrześcijańskiej im. ks. Piotra Skargi. Od czerwca 2024 ponownie prowadzi swój kanał w serwisie YouTube, gdzie zamieszczane są przeprowadzone przez niego rozmowy z zaproszonymi gośćmi ze świata polityki, kultury, nauki i kościoła katolickiego. Cykl nosi nazwę Jan Pospieszalski rozmawia. 
W 2010 nakręcił z Ewą Stankiewicz film dokumentalny Solidarni 2010. Wypowiedzi osób uwiecznionych w filmie oraz sposób relacjonowania obserwowanych zdarzeń przez Pospieszalskiego wywołały kontrowersje, w wyniku czego Rada Etyki Mediów niejednogłośnie uznała, że Pospieszalski w prowadzonych przez siebie relacjach przeżyć ludzi przychodzących w dniach żałoby pod Pałac Prezydencki naruszył zapisane w Karcie Etycznej Mediów zasady obiektywizmu, a także szacunku i tolerancji (z orzeczeniem nie zgodzili się członkowie Teresa Bochwic i Tomasz Bieszczad). Jest także współautorem scenariusza i współreżyserem dokumentu Lista pasażerów. Był współtwórcą Stowarzyszenia Solidarni 2010.
Publikował na łamach „Rzeczpospolitej”, „Do Rzeczy”, „Przewodnika Katolickiego”, „Gazety Polskiej Codziennie”, „Naszego Dziennika” i „Sieci”. Był gospodarzem audycji Twarzą w Twarz na antenie radiowej Jedynki.

### Działalność polityczna i społeczna
Stowarzyszenie KoLiber przyznało mu tytuł członka honorowego za poszanowanie historii Polski i promowanie wartości rodzinnych.
W 2021 został jednym z liderów ruchu Polska Jest Jedna, sprzeciwiającego się obowiązkowym szczepieniom przeciw wirusowi SARS-CoV-2 oraz tzw. „segregacji sanitarnej”. W listopadzie 2021 zachorował na COVID-19 wywołany zakażeniem wirusem SARS-CoV-2.
Wszedł w skład komitetu wspierającego kandydaturę Karola Nawrockiego na prezydenta RP w wyborach w 2025.

## Życie prywatne
Urodził się w Częstochowie jako trzeci z dziewięciorga rodzeństwa (jego braćmi są m.in. muzycy Marcin Pospieszalski i Mateusz Pospieszalski). Jest członkiem znanej muzykującej rodziny Pospieszalskich. Bratanek Antoniego Pospieszalskiego. Jest żonaty (od 1978 z Marią z domu Bielunas), ma dwoje dzieci (Franciszka i Barbarę).
7 sierpnia 1999 na jeziorze Dadaj pod Biskupcem w eksplozji motorówki, na której znajdowała się rodzina Pospieszalskich, zginął jego czteroletni syn Antoni. Przyczyną wybuchu były rozgrzane upałem opary benzyny. Jak twierdzi Jan Pospieszalski, ten wypadek stał się początkiem przemiany duchowej, która wzmocniła jego wiarę.
Mieszkaniec warszawskiego Ursynowa.

## Dyskografia
- Tribute to Eric Clapton – gitara basowa w utworach "Wielka słabość", "To nic złego", "Blues 4 rano"
- Musichal zespołu Zakopower – muzyka w utworze "Krapka Soli"
- Dom pełen skarbów – muzyka i tekst